# 美國老爹
《特工老爹》（英語：American Dad!），是美国福克斯广播公司播出的成人喜剧卡通片。由《恶搞之家》的创作者塞思·麦克法兰，以及两位《恶搞之家》的前作者Mike Barker与Matt Weitzman共同创作。
剧中主人公史密斯是美国中央情报局的特工，他那可气又可笑的一家子足够让他头痛：肤浅头脑简单的妻子Francine，超级书呆又好色儿子史蒂夫，反暴力嬉皮士的女儿海莉（以及女婿傑夫），一条会讲话带德国口音的金鱼，还有一个品味低俗性向不稳定的外星人。

## 主要角色

### 史密斯家庭
- Stan Smith（由塞思·麦克法兰配音）：他从20世纪80年代起在美国中央情报局工作，并时刻对恐怖活动抱有警觉的神经。在第二季第一集中所示，他的正式职位已经升为“代代理主管”，尽管这个升职的正式宣布没有在剧中出现。从那以后，他的工作增加了审讯恐怖分子嫌疑人这一项。Stan的身体很健壮。他平时驾驶着一辆他自认为很男人的越野车。塞思·麦克法兰在《美国老爹》试播的DVD注释中提起过Stan这个角色是根据20世纪50年代的美国反共产主义宣传片里的播音员形象塑造的。Stan对清洗以及收集枪支十分着迷，并且经常随身携带着两支格洛克17手枪。在剧中他曾使用过AR-15自动步枪、MAC-10衝鋒槍、一支“签字笔枪”，HK MP5冲锋枪，以及一支他自称的“剑枪”（一只格洛克17手枪以及一把厨房菜刀的混合体）。他曾经说过：“枪不会伤人，人才会伤人。枪会保护持有人免受那些持有更小号枪的人的伤害。Stan害怕海鸥，尤其害怕海鸥用脚触碰自己。
- Francine Smith（由Wendy Schaal配音）：Stan的妻子，一位典型又非典型的家庭主妇。由于丈夫Stan的极度保守的观点，她很少表达自己的见解或表露出自己喜欢社交的一面。她除了作为家庭主妇以及打扮自己外没有其它工作。但是在20世纪80年代，她曾和Adam Ant，ZZ Top的Billy Gibbons（英语：Billy Gibbons），以及Dexys Midnight Runners（英语：Dexys Midnight Runners）都发生过关系。比起Stan的荒唐举动，她对Hayley的自由主义与Steve的古怪举动抱有更多的同情。她的家务就是她的生活，尽管她有时候也会渴望一些奢华的东西。Francine的头发不是生来的金发，其本来颜色是褐色。她对演员佐治·古尼抱有很深的怨恨，认为古尼让她失去了当演员的机会。
- Hayley Dreamsmasher Smith（由Rachael MacFarlane配音）：Stan与Francine的女儿，一位极端的自由主义者。由于她过激的观点，Stan对她十分不信任。她在剧中有18岁，正在上某一社区大学。她有一个时分时合的男朋友Jeff Fischer。又一次在剧中提到他们俩都是素食主义者，但在剧中也时常看到Hayley吃肉。Hayley非常喜欢抽大麻，并自以为自己对大麻有瘾。
- Steve Smith （由Scott Grimes配音）：一位自以为十分敏感的14岁男孩，是Stan与Francine的儿子。他的同学Snot似乎是他最好的朋友，除此之外他的朋友貌似只有Snot（犹太裔），Toshi（一个只会说日本话的日裔美国人）,Berry（肥胖，智障） 。Steve常使用极端的方法来提升他的社会地位或者吸引女生，尽管他实际上对男女之间的事情了解得很少。
- Roger（由塞思·麦克法兰配音）：一个喜欢讽刺别人、酗酒、 乖戾，体重惊人并且有一种夸张的女人气的外星人。他曾在51区救过Stan的性命，为表达感恩，Stan让Roger寄宿在他家里。他的生活风格糜烂到极点：成天都把时间花在抽烟，酗毒品，喝酒，吃垃圾食品以及垃圾电视电影上。Roger自以为聪明绝顶，但时常做出很蠢的举动。Roger是一个狂热的电影、电视以及名人追随者。他一开始被禁止离开住宅，Stan一家对外也隐瞒他的存在。但是他在剧中也不时以各种乔装打扮四处招摇。由于被成天关在屋内，他变得喜欢幻想与打扮，并且对假发特别的喜爱。并且在剧中，当Roger穿起各种衣服之后，人们看不出来它是一个乔装打扮的外星人。由于他常混穿衣服，并且与各种人与生物以及物品发生性关系，他的性别与性倾向似乎是不确定的。他的配音是以Paul Lynde为原型，如果用塞思·麦克法兰在《恶搞之家》中的配音为对比，他的声音像是Peter Griffin与Brian Griffin的同性恋表亲Jasper的混合。Roger的年龄惊人的大，在最新一集中他度过了1600岁生日（据他本人说是最重要的生日），此外，他曾在一集中提起过他就是Roswell alien。至于他为什么来到地球，他原以为自己是作为决定地球人命运的‘决定者’降临的，结果发现自己只是一个飞船安全测试的撞击活人偶。
- Klaus：原本是德国滑雪运动员，结果被CIA和一条金鱼换了大脑。变成一条操德国口音的会说话的金鱼。Klaus几乎每天都呆在家里的一个鱼缸内，偶尔会出门，而且可以用它的两只鱼鳍在陆地上行走。

## 配音
- 塞思·麦克法兰 饰 Stan, Roger
- Wendy Schaal 饰 Francine
- Rachael MacFarlane 饰 Hayley
- Scott Grimes 饰 Steve
- Dee Bradley Baker 饰 Klaus

## 制作班底
- 塞思·麦克法兰，创意、剧本、制片人
- Mike Barker, 创意、剧本、制片人
- Matt Weitzman, 创意、剧本、制片人
- David Zuckerman, 剧本、制片
- Rick Wiener, 剧本、制片
- Kenny Schwartz, 剧本、制片
- Nahnatchka Khan, 剧本、制片
- Mike Shipley, 剧本、制片
- Jim Bernstein, 剧本、制片
- Steve Hely, 剧本、编辑
- Brian Boyle, 剧本、制片
- 克里斯·麥肯納, 剧本、编辑
- Matt McKenna, 剧本、编辑
- Dan Vebber, 剧本、制片
- Jon Fener, 剧本、制片
- Josh Bycel, 剧本、制片

## 节目资讯
- 长度：21分钟
- 首映：2005年2月6日，福克斯电视台